# Passatge de Permanyer
El passatge de Permanyer és un carreró entre els carrers de Pau Claris i de Roger de Llúria de la Dreta de l'Eixample de Barcelona, catalogat com a bé cultural d'interès local.

## Història
El 13 de setembre del 1863 es va constituir la societat comanditària Nicolau, Canela, Vilaró, Garriga i Cia, que el 30 de novembre es va convertir en la societat anònima El Ensanche y Mejora de Barcelona, amb un capital de 40 milions de rals, del qual s'havia desemborsat un 30%. El gener del 1865, es va transformar en la Societat de Crèdit i Foment de Barcelona, els estatuts de la qual foren aprovats pel Reial Decret del 9 de desembre del 1864.
El maig del 1864, la societat encarregà al mestre d'obres Jeroni Granell i Barrera una urbanització que ocupava la major part de l'illa entre els carrers de Pau Claris, Consell de Cent, Roger de Llúria i Diputació. El projecte incloïa un conjunt de casetes «a l'anglesa», amb un pati al davant que permet l'accés als edificis i la ventilació del semisoterrani, una tipologia que permetia recuperar com a edificables els interiors d'illa, previstos com a zona verda en el Pla Cerdà. El carreró o passatge fou dedicat al jurisconsult Francesc Permanyer i Tuyet (1817-1864), mort aquell mateix any.

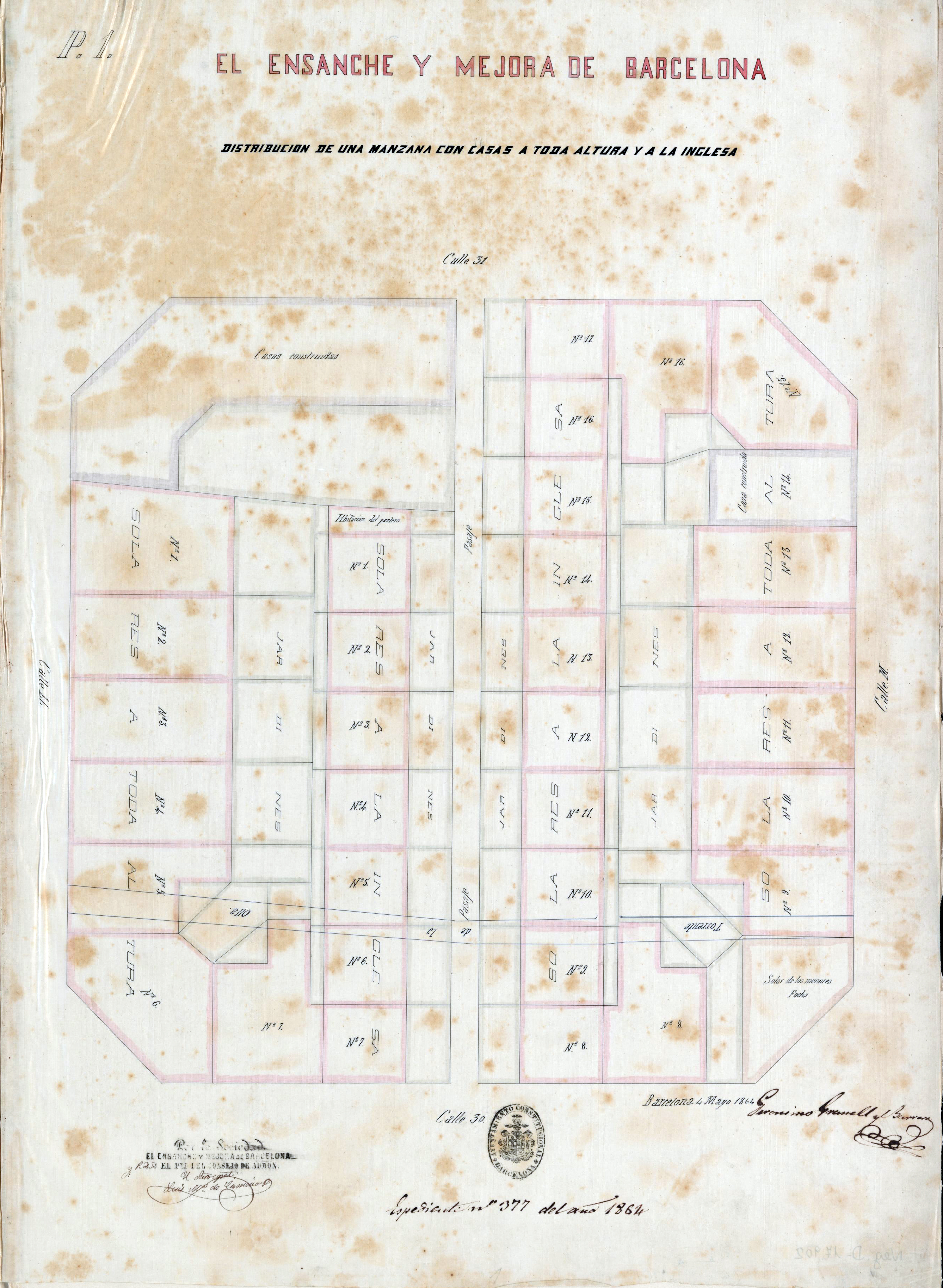
Plànol de la urbanització dEl Ensanche y Mejora de Barcelona

## Descripció
Alguns dels edificis originals han estat substituïts o desvirtuats amb remuntes. La composició de les façanes del passatge es fa a partir d'un eix de simetria que genera l'accés al mig (a través d'un pontet amb graons que passa per sobre del pati) i dues estances laterals. El portal d'entrada, amb arc de mig punt sobre pilastres, crea un petit espai entremig al tenir la porta d'accés enretirada darrere una reixa calada. A cada banda del portal apareixen dues obertures de finestres agrupades visualment per un arc doble amb entaulament i cornisa. Aquesta planta està rematada per una cornisa de coberta de perfil motllurat classicista. Artísticament, cal destacar l'equilibri aconseguit entre l'ordre clàssic, que articula les façanes amb els elements decoratius dintre l'eclecticisme romàntic amb referències arabitzants.
Disposen de coberta plana amb un ampit d'obra a façana molt treballat, format per una barana calada i un tram central massís que incorpora un senzill medalló amb el corresponent número del carrer. Aquest número és l'únic element canviant d'aquest projecte unitari. Malgrat aquesta imatge de conjunt que ha perdurat fins ara, al llarg del temps les necessitats funcionals o gustos estètics han anat produint variants, sobretot en els elements de tancament; portes, finestres i baranes metàl·liques.
Les cases dels extrems, dins el mateix estil, tenen un pis més amb mansarda. També hi destaquen l'empedrat del vial, els arbres existents, les reixes de tancament de les parcel·les i les que tanquen els dos extrems del passatge i que són els elements que acaben de donar-li un caràcter de ciutat-jardí. Els pilars que recolzen la reixa d'accés al conjunt tenen una decoració classicista i les escultures de pedra que els rematen són d'estètica romàntica.